# Деветте принца на Амбър
Деветте принца на Амбър (на английски: Nine Princes in Amber, на книжовен български Деветимата принца на Амбър) е името на фентъзи роман. Това е първата книга от поредицата на Роджър Зелазни Хрониките на Амбър. Книгата е издадена през 1970 г. С историята, която е разказана в романа са поставени основите на компютърна игра със същото име, която излиза по-късно.

## Сюжет
Внимание:  Текстът по-долу разкрива сюжета на произведението (или части от него)!
Карл Кори се събужда с амнезия в частна болница в Ню Йорк. Той избягва от клиниката и се заема да разкрие истината парче по парче. Открива, че истинското му име е Коруин. Това е първата книга от Хрониките на Амбър и в нея за пръв път се описва цялостната идея на поредицата.
В света на Роджър Зелазни Земята е само измерение на Сенките. Земята е една от многото сенки на Истинския свят – Амбър. Коруин открива, че той е един от деветимата, които притежават способността да боравят със Сенките. Коруин прави опит да се добере до трона на Амбър, като преодолее армиите на своя по-голям брат Ерик с помощта на другия си брат Блийс.
Важна роля в историята не само на този роман, но и на следващите, играят Колодите с карти, на които са изобразени Амбъритите – истинските хора, на които другите хора са само копия. Всеки от семейството на Коруин притежава такава колода и ги използва за да се свързва с останалите, както и за да се прехвърля от едно място на друго.
| Предишна: | Поредица:          | Следваща:          |
| --------- | ------------------ | ------------------ |
| —         | Хрониките на Амбър | Оръжията на Авалон |